# هانزا دبلیو.۲۹
هانزا دبلیو. ۲۹ (به انگلیسی: Hansa-Brandenburg_W.29) یک هواگرد از نوع جنگنده آب‌نشین ساخت شرکت Hansa und Brandenburgische Flugzeug-Werke است. هواگرد هانزا دبلیو. ۲۹ نخستین پروازش را در ۲۷ مارس ۱۹۱۸ میلادی انجام داد. این هواگرد در سال ۱۹۱۸ میلادی رسماً معرفی گردید. در مجموع، تعداد ۷۸ فروند از این هواگرد ساخته شده‌است.
طراح این هواگرد، ارنست هاینکل بود.